# John Deere (merk)

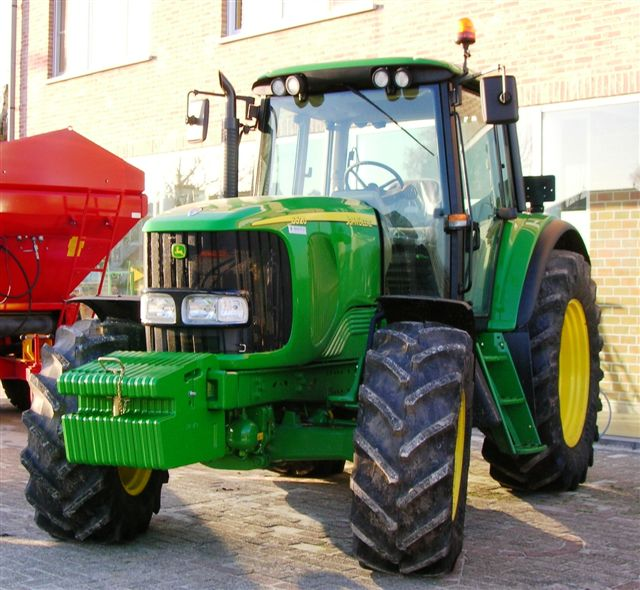
John Deere 6320

John Deere is een Amerikaanse tractor- en landbouwmachinefabrikant. Het hoofdkantoor is gevestigd in Moline, Illinois. Het bedrijf is ooit gestart als kleine smederij in Grand Detour. De eerste fabriek werd gesticht om een succesvolle uitvinding van John Deere te produceren; een stalen zelfreinigende ploeg. John Deere heeft in Europa een fabriek voor tractoren in het Duitse Mannheim terwijl de meeste oogstmachines uit Zweibrücken komen.

## Tractoren
John Deere heeft door de jaren heen trekkers gemaakt in vele klassen en maten. De oude modellen waren de 20-serie van de jaren zestig en zeventig (920 t/m 5020), en de 30-serie (930 t/m 6030), die een totaal ander uiterlijk dan de 20-serie had. Op de 30-serie volgde de 40-serie (940 t/m 4840), deze had ongeveer hetzelfde uiterlijk als de 30-serie. Van de grotere modellen kwam ook nog een 50-serie (1950 t/m 4850) en een 55-serie (4055 t/m 4955), dit waren de Amerikaanse modellen. Deze hadden airco en een volledige powershift versnellingsbak.
In latere jaren kwamen er nieuwe ontwerpen op de markt. Als eerste was het de 00 (duizend)-serie (6100 t/m 9500). Deze hadden een versnellingsbak met vier, vijf of zes groepen (A t/m F), deze bevatten vier powershift versnellingen die mechanisch werden bediend. Ook hadden deze tractoren een 'omkeerbak' zodat door middel van het omzetten van een handel vooruit- of achteruit kon worden gereden.
Hierna kwam de 10-serie (6110 t/m 9510). Uiterlijk dezelfde tractor als de 00 (duizend)-serie, alleen van binnen waren deze anders. Een vernieuwd interieur met een beige kleur, omkeerbak aan het stuur en een elektrische versnellingsschakelaar. De laatste trekkers van deze serie konden uitgevoerd worden met TLS-voorasvering en Continu variabele transmissie.
Na aanpassingen kwam de 20-serie (6120 t/m 9620) in de verkoop. Deze was van buiten helemaal nieuw, maar van binnen ongeveer gelijk aan de 10-serie. Nieuw was ook de cabinevering. Na hier en daar veranderingen aangebracht te hebben en te hebben vernieuwd werd de 30-serie (6130 t/m 9630) in 2006 geïntroduceerd die vervolgens in 2007 op de markt kwam. Aan de binnenzijde is deze tractor totaal anders uitgevoerd. Van buiten is deze tractor weinig veranderd ten opzichte van de vorige modellenserie. In 2009 kwam het bedrijf met de introductie van compleet nieuwe productseries voor tractoren, combines, persen, spuiten, en dergelijke. In 2009 bleef het bij de 8R. Daarna volgde de 5R en in 2011 een nieuw productprogramma van bestaande en enkele nieuwe producten zoals een rupstrack systeem onder de combines.

### R-serie
John Deere introduceerde in 2010, 2011 en 2012 de nieuwe R-serie-tractoren als vervanging van de 30-serie. De tractoren hebben een grote verandering ondergaan. De eerste modellen die werden geïntroduceerd waren de 8R- en RT-serie. Deze werden in 2009 geïntroduceerd en gingen in 2010 in productie in de fabriek in Waterloo. In 2010/2011 werden de 8R 2011-serie-modellen geïntroduceerd die in 2011 in productie gingen. Deze waren vooral aangepast op de verplichte emissie-eisen en kregen onder andere een nieuwe cabine. In 2011 werden de 7R-, 6R- en 9R- en RT-serie-modellen geïntroduceerd. Verder werden ook nieuwe series spuiten, combines, balenpersen, maaiers, en dergelijke geïntroduceerd.

### 6R-serie
De 6R-serie-modellen ondergingen in 2011 een volledige metamorfose. De grootste verandering is dat de kleine 7000-serie-tractoren (7430 & 7530) nu bij de 6000-serie zijn toegevoegd. Halverwege 2011 zijn de 6 cilinders, de 7430 en 7530 uit de verkoop gehaald. De nieuwe modellen die deze serie gaan vervangen zijn de 6170R tot 6210R, deze gingen in november 2011 officieel in productie in de fabriek in Mannheim.

### 6000-serie

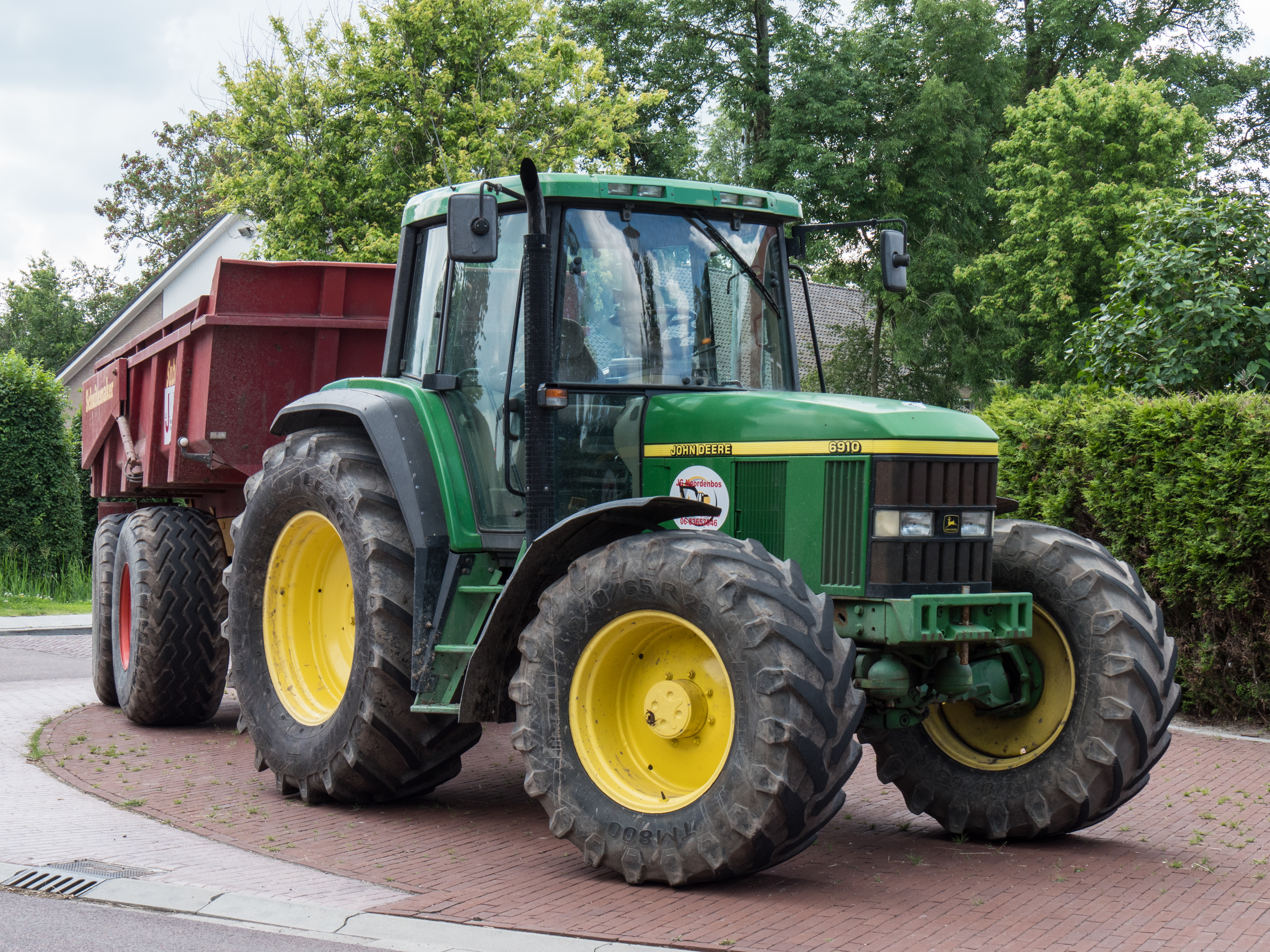
John Deere 6910 in Ee

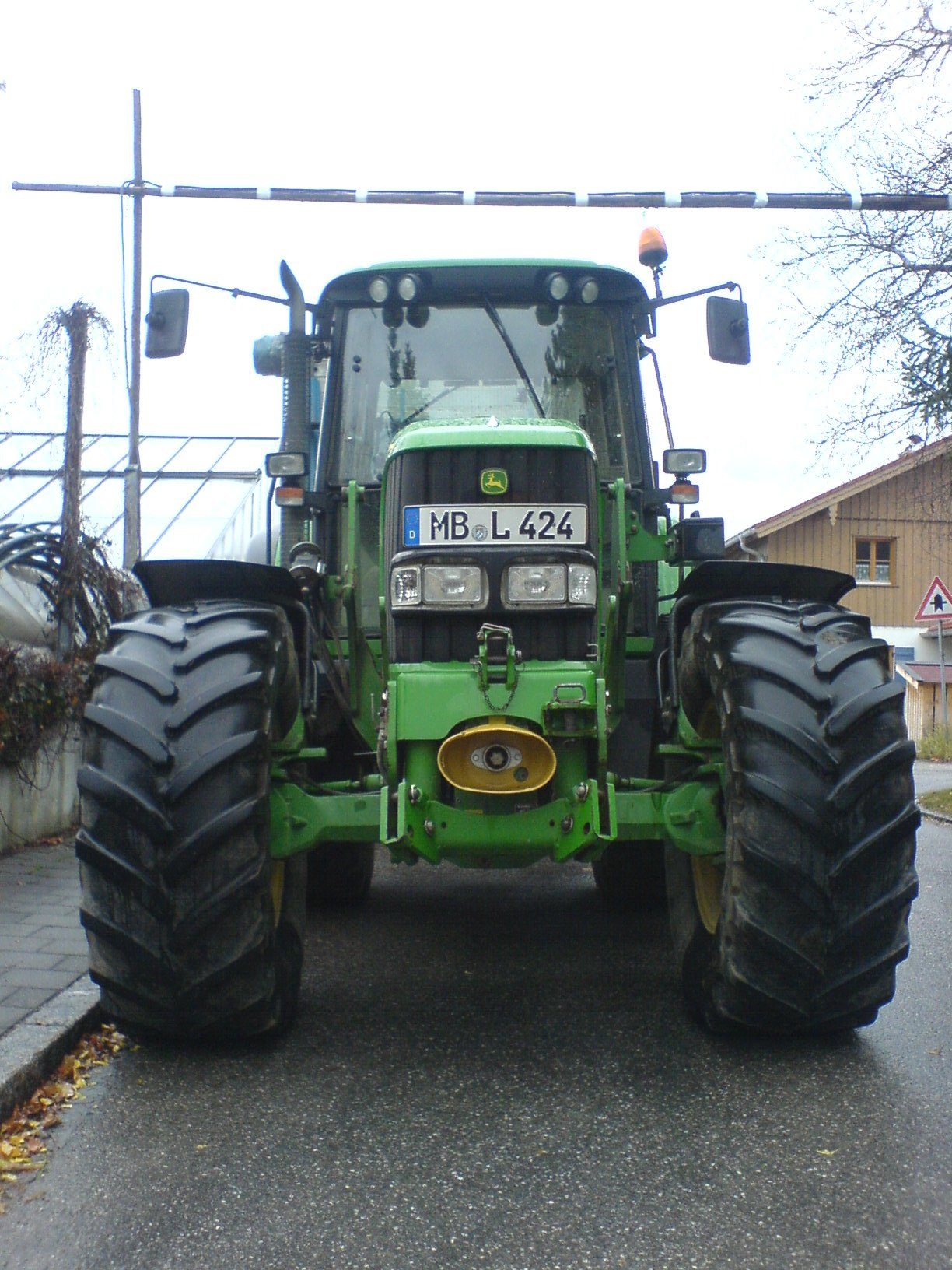
John Deere 6920S

De 6000-serie die tot 2011 in productie was, heeft een aantal herkenningspunten. Het eerste cijfer staat voor 6000. Het tweede cijfer kan veranderen en geeft de zwaarte van de tractor aan. De 1, 2, 3 en 4 staan voor 4 cilinder, de 5, 6, 8 en 9 zijn 6 cilinders. Het derde en vierde cijfer geven aan welke serie/model het is. De 00 was de eerste serie daarna kwam de 10-serie, 20-serie en de 30-serie.

### 9630
De John Deere 9630 is een knik-tractor en heeft een John Deere-dieselmotor met 6 cilinders die een vermogen van 530 pk (319 kW) kan opwekken en verbruikt 28 liter per uur. Deze is watergekoeld. Hij heeft een PowerShift-transmissie met 18 versnellingen vooruit en 6 versnellingen achteruit. Normaal weegt hij 17,5 ton, maar met ballast kan hij bijna 24 ton wegen.

### 9630T
De 9630T is de 9630 op rupsbanden en heeft een 530 pk John Deere PowerTech Plus 13,5-motor, 18-speed automatische PowerShift-transmissie, een exclusieve luchtkussenophanging, en de bijgewerkte, rustige CommandViewcabine. Hij weegt ongeveer 24 ton.

## Tractor van het jaar
Op de mechanisatiebeurs EIMA in het Italiaanse Bologna werd de John Deere 8530 uitgeroepen tot Tractor van het jaar 2007. Een Europese vakjury heeft de genomineerden beoordeeld en Europese landbouwers konden via internet stemmen. De John Deere-tractor won van de Fendt 936.
Op de Agritechnica-beurs 2011 in Duitsland werd de John Deere 7280R verkozen tot Tractor of the Year 2012.

## Machines
Naast tractoren maakt John Deere veel landbouwmachines. Het bekendst zijn de maishakselaars en combines, maar verder produceert het bedrijf ook maaiers, persen en veldspuiten en dergelijke.

## Nederland
In Nederland heeft het bedrijf sinds 2011 een eigen verkoopkantoor onder de naam John Deere Nederland B.V. Het heeft dat jaar negen dealers gecontracteerd als regionaal importeur.
John Deere heeft meerdere fabrieken waar veldspuiten worden gebouwd. Onder andere een fabriek in het Nederlandse Horst. Hier worden getrokken maar ook (Europese) zelfrijdende veldspuiten geproduceerd. De fabriek in Horst was vroeger van de Gebr. Douven en is in 1997 overgenomen door John Deere. Sindsdien bouwt John Deere er spuiten onder eigen merknaam. 